# Wang Lanjing
Pour les articles homonymes, voir Wang.
Wang Lanjing est une gymnaste rythmique chinoise née le 10 mars 2005 dans le Zhejiang. Elle a remporté la médaille d'or de l'épreuve par équipes de gymnastique rythmique aux Jeux olympiques d'été de 2024, organisés à Paris.